# Ernst Steffan
Ernst Steffan (* 22. Jänner 1890 in Wien als Ernst Steiner; † 26. September 1967 in Berlin) war ein österreichischer Komponist, Librettist und Dirigent.

## Leben
Ernst Steffan wurde 1890 in Wien geboren. Er studierte an der Wiener Musikakademie Klavier bei Robert Fischhof und Komposition bei Hans Thornton. Lieblingskomponist des jungen Musikstudenten war Johannes Brahms. In seinen frühen Kompositionen, in denen er ausschließlich "Ernste Musik" zu schreiben suchte, eiferte er diesem nicht ohne Erfolg nach; in der Tat gehören diese Werke der Brahmsschen Ausdruckswelt an.
Doch es kam ganz anders: Steffans Erfolgsmetier sollte die Operette werden. 1914 wurde sein Erstlingswerk Betty, das er in Zusammenarbeit mit Paul A. Rubens schrieb, am Daly’s Theatre in London uraufgeführt, zwei Jahre später folgte am Deutschen Künstlertheater in Berlin das Volksstück mit Musik Der Jüngling mit den Ellenbogen.
1921 ging Ernst Steffan nach Berlin. Dort erlebte er noch im selben Jahr mit der Operette Das Milliardensouper seinen eigentlichen Durchbruch. Innerhalb kurzer Zeit machte dieses Stück seinen Namen weithin bekannt. Das Couplet An der Kranzler-Ecke weht ein scharfer Wind daraus wurde rasch zum Schlager; nach dem Kriege wurde es durch das Vertauschen der ‘Kranzler’- mit der ‘Broadway’-Ecke textlich ‘modernisiert’.
Wo Steffan nicht selbst als Librettist wirkte, arbeitete er mit bewährten Textdichtern seiner Zeit zusammen, die für einen Erfolg bürgen konnten: mit Felix Dörmann, Paul Knepler, Bela Jenbach, Fritz Löhner-Beda, Carl Rössler, Wilhelm Sterk und Alfred Maria Willner.
Sechs weitere Operetten folgten bis 1932, darunter waren am erfolgreichsten die textliche und musikalische Neufassung der Operette Gasparone von Carl Millöcker, die 1931 am Berliner Theater am Nollendorfplatz in glanzvoller Besetzung mit Leo Slezak, Margarete Pfahl, Michael Bohnen, Willi Stettner, Emmy Sturm und Marianne Winkelstern uraufgeführt wurde, und die „russische Ballade in neun Bildern“ Katharina, deren Premiere am 17. Oktober 1932 im Theater im Admiralspalast zu Berlin mit Gitta Alpár in der Titelrolle und dem jungen Tenor Hans Rehmann stattfand.
Das Lied Dunkelrote Rosen bring ich, schöne Frau, das er mit Paul Knepler als Einlage zur Operette Gasparone geschrieben hatte, wurde zu einem Schlager, der noch bis in die Zeit nach dem Zweiten Weltkrieg in den Wunschkonzert-Listen rangierte; es wurde von nahezu allen populären Unterhaltungssängern, von Karl Schmitt-Walter über Willy Schneider bis zu Wilhelm Strienz und Rudolf Schock, in ihr Repertoire aufgenommen.
Nach der Machtergreifung der Nationalsozialisten 1933 verließ Ernst Steffan Deutschland und zog nach London, wo er 20 Jahre lang lebte. Während dieser Zeit im Exil schrieb Steffan keine Operette mehr. Erst nachdem er 1953 nach Deutschland zurückgekehrt war, wagte er noch einen Versuch in diesem Genre. Am 31. Dezember 1954 wurde am Lessing-Theater in Nürnberg das Musikalische Lustspiel Liebling, ich hasse dich, sein letztes Werk für die Operettenbühne, uraufgeführt.
Neben seinen Operettenkompositionen war Ernst Steffan auf vielen Gebieten des Musiklebens tätig. So gab er Gesangs- und Klavierunterricht, schrieb Texte und komponierte auch Filmmusik.
Ernst Steffan starb am 26. September 1967 in Berlin. Nach seinem Tode wurde seine Asche von seiner Familie zurück nach England gebracht.

## Werk
- Das DNB-Musikarchiv führt 77 Einträge zu Steffan, Ernst.
- worldcat.org führt 107 Einträge zu Steffan, Ernst.

### Operetten
- Betty (London, 1914) (T Adrian Ross; Paul A.Rubens)
- Der Jüngling mit den Ellenbogen (Berlin, 1916) (T Carl Rössler; Ludwig Heller)
- Das Milliardensouper (Berlin, 1921) (T Alfred Maria Willner; Hans Kottow)
- Agri (Wien, 1924) (T A. M. Willner; Wilhelm Sterk)
- Hoheit Franzl (Wien, 1924) (T Felix Dörmann)
- Münchhausen (Berlin, 1927) (T Felix Dörmann; Bela Jenbach)
- Die Toni aus Wien (Berlin, 1931) (T nach A.M. Willner und E. Rubricius, von Ernst Steffan u. Paul Knepler)
- Gasparone (Berlin, 1931, Neufassung der Operette von Millöcker) (T Ernst Steffan; Paul Knepler)
- Katharina (Berlin, 1932) (T Fritz Löhner-Beda)
- Liebling, ich hasse dich (Nürnberg, 1954) (T Ernst Steffan nach einer Idee von Viktor Kelemen)

(Quelle:)

### Filmmusik
- Die Firma heiratet (Deutschland 1930, Regie Carl Wilhelm. Musik, musikalische Leitung, Liedtexte: Ernst Steffan) Uraufführung: 19. Jänner 1931, Berlin[16]
- Der Raub der Sabinerinnen (BR Deutschland 1953/1954, Regie Kurt Hoffmann, Musik: Ernst Steffan) Uraufführung: 2. April 1954, Berlin[17]

### Lied- und Tanzschlager
Verlag: UFA Musikverlage Besetzung: Gesang und Klavier
- An der Broadway- (Kranzler-) Ecke. Onestep aus der Operette "Das Milliarden-Souper". (T Dr. A. M. Willner und Hans Kottow) Best-Nr.: UFA12324
- Carmen, ach du machst uns toll. Schotis españole aus der Operette "Das Milliarden-Souper". (T Dr. A. M. Willner und Hans Kottow) Best-Nr.: UFA12325
- Du gehst so fremd an mir vorbei. Tango (Text von A. Rebner). Best-Nr.: UFA12326
- Ein Mädel wie nach Maß gemacht. Best-Nr.: UFA12327
- In Amerika ist alles möglich. Best-Nr.: UFA12328
- Nur in Sebastopol. Best-Nr.: UFA12329
- Schatz, lass dich kommunisieren. Best-Nr.: UFA12330
- Was kann es Schön’res geben. Best-Nr.: UFA12332

Verlag: UFA Musikverlage. Besetzung: Klavier
- Shimmy. Best-Nr.: UFA12331

Andere Musikverlage:
- Zuerst wünscht man bloß ein Momentchen. Shimmy-Lied aus der Operette: "Agri". Textanfang: Einmal kommt der Augenblick, wo unser Herz sich bindet. Von A.M. Willner, Wilhelm Sterk und Ernst Steffan; [für] Gesang und Klavier. Leipzig: Doblinger, © 1924.
- Reizendes Kind mit den blonden Haaren. Lied aus der Operette "Münchhausen". Text von Felix Dörmann und Bela Jenbach; Musik von Ernst Steffan, [Arr. ?] Gustav Blasser[18]; [für Gesang und Klavier]. Leipzig: Doblinger, © 1927.
- Die Toni aus Wien, daraus: Walzer (Ernst Steffan; Wolfgang Friebe) Verlag: Berlin-München Dreiklang-Dreimasken Bühnen- und Musikverlag / Crescendo Musikverlag, o. J. [1931]
- Blonde Mädels. Foxtrot aus dem Singspiel "Die Toni aus Wien". Musik von Ernst Steffan – Text v. Ernst Steffan u. Paul Knepler. Dreiklang-Dreimasken Bühnen- und Musikverlag / Crescendo Musikverlag, o. J. [1931]
- Zwei Augen, so betörend wie deine. Slow Fox aus dem Singspiel "Die Toni aus Wien". Musik von Ernst Steffan – Text v. Ernst Steffan u. Paul Knepler. Dreiklang-Dreimasken Bühnen- und Musikverlag / Crescendo Musikverlag, o. J. [1931]
- Dunkelrote Rosen bring' ich, schöne Frau. Lied aus “Gasparone” (Carl Millöcker – Ernst Steffan – Paul Knepler) Felix Bloch Erben GmbH & Co. KG 1932
- Er soll dein Herr sein. Lied aus der Operette "Gasparone" (Carl Millöcker – Ernst Steffan – Paul Knepler) Felix Bloch Erben GmbH & Co. KG 1932
- Tatjana (Freu dich, Tatjana). Lied aus "Katharina". Musik: E. Steffan, Text: Fr. Loehner. Wiener Boheme-Verlag, 1932
- Das Mädel vom K.D.W. (Ernst Steffan) o. Angab.[19]

### Texte
- Sous les toits de Paris (In Paris, in Paris sind die Mädels so süß). Lied und Waltz. Deutscher Text von Ernst Steffan und Egon Schubert. Musik von R. Nazelles, Raoul Moretti; M. Galiardin. Aus dem Tonfilm "Sous les toits de Paris" (F 1930, R René Clair).
- C'est pas comme ça (Ohne Liebe ist das Leben …). Lied und Fox-Trot. Deutscher Text von Ernst Steffan und Egon Schubert. Musik von R. Nazelles, Raoul Moretti; M. Galiardin. Aus dem Tonfilm "Sous les toits de Paris" (F 1930, R René Clair).
- Schau nie zu tief in schöne Augen. Fox-Trot (Fred Raymond; arr. Fred Ralph; Text von Austin Egen u. Ernst Steffan).
- Ungeküsst soll eine Frau nicht schlafen geh’n. Fox-Trot (Rudolf Nelson, Text von Ernst Steffan).
- Warum, charmante Frau, lieb' ich grad' Sie? Tango (Bruno Bauer; Ernst Steffan; Arthur Rebner)[20]
- Abendlied: [Des-Dur, op. 85, Nr. 12] Robert Schumann; Raoul Moretti; Text von Ernst Steffan; Egon Schubert [ca. 1930].

## Tondokumente (Auswahl)

### Operette
- Ich hab' 'nen Scheck, Lied aus "Der Jüngling mit dem Ellenbogen" (E. Steffan): “Beka”-Orchester. Beka Nr. 30 090 (mx. 30 090), aufgen. 19. September 1916 (PDF)
- Chef und Tippmamsell. Lied aus "Der Jüngling mit dem Ellenbogen" (E. Steffan): “Beka”-Orchester. Beka Nr. 30 091 (mx. 30 091), aufgen. 19. September 1916 (PDF)
- An der Kranzler-Ecke. One-Step aus “Das Milliardensouper” (E. Steffan): “Beka”-Orchester mit Gesang. Beka Nr. 31 048 (mx. 31 048), aufgen. 6. April 1921 (PDF)

Auch auf Polyphon-Record 30 512/2-27 098 (mx. 206 at) Kapellmeister Stern mit seiner Künstlerkapelle vom Hotel Adlon, Berlin
Auch auf Homokord Nr. 16 278 Orchester mit Refraingesang
- Carmen, ach du machst uns toll! Schottisch espagnole aus “Das Milliardensouper” (E. Steffan) “Beka”-Orchester mit Gesang. Beka Nr. 30 969 (mx. 30 969), aufgen. 23. April 1921

Auch auf Homokord Nr. 16 279 Orchester mit Refraingesang
- Reizendes Kind mit den blonden Haaren – Lied aus der Operette "Münchhausen" / Ernst Steffan / Blasser. Karl Melzer, Tenor. Am Flügel: J. Hoorenmann. Columbia Graphophone Co., DZ 2 (mx. WZ 295, 51 375) – 1927
- Eine Frau zur linken Hand – Foxtrot aus der Operette "Münchhausen" (Ernst Steffan / Felix Dörmann, Béla Jenbach) Orchester Otto Dobrindt. Beka Nr. 34 544, aufgen. 16. Jänner 1928 (PDF)
- Zwei Augen, so betörend wie deine. Slow-Fox aus dem Singspiel "Die Toni aus Wien". Musik von Ernst Steffan – Text v. Ernst Steffan u. Paul Knepler. Kammersängerin Vera Schwarz mit Odeon-Künstler-Orchester, Leitung Dr. Weissmann. Odeon O-11 652 a (Be 9506) – 1931 (MP3; 1,3 MB)
- Zwei Augen, so betörend wie deine. Slow-Fox aus dem Singspiel "Die Toni aus Wien" / Musik von Ernst Steffan – Text v. Ernst Steffan u. Paul Knepler. Alfred Beres mit seinem Orchester, Refraingesang: Leo Emm [d. i. Monosson]. Ultraphon A 935 (mx. 16 849) – Mai 1931
- Blonde Mädels. Foxtrot aus dem Singspiel "Die Toni aus Wien" / Musik von Ernst Steffan – Text v. Ernst Steffan u. Paul Knepler. Alfred Beres mit seinem Orchester, Refraingesang: Leo Emm [d. i. Monosson]. Ultraphon A 935 (mx. 16 846) – Mai 1931
- Die Toni aus Wien: Wiener Walzer aus dem gleichnamigen Singspiel / Musik: Ernst Steffan. Barnabás von Géczy mit seinem Orchester vom "Esplanade". Parlophon B. 48 010 (mx. 133132)
- "Das waren Zeiten". Lied unter Verwendung Millöcker’scher Melodien, Einlage zu "Gasparone", von Ernst Steffan, Text: Paul Knepler. Kammersänger Leo Slezak mit Orchester unter Ltg. v. Kapellmstr. Ernst Hauke. Parlophon B.48 114-I (mx. 133.326)
- Dunkelrote Rosen bring' ich, schöne Frau. Lied aus “Gasparone” (Carl Millöcker – Ernst Steffan – Paul Knepler) Kammersänger Karl Schmitt-Walter mit Orchester. Telefunken A 1906 (mx. 21 058) – Jänner 1936
- Dunkelrote Rosen bring ich, schöne Frau, aus "Gasparone" (Millöcker – Steffen [sic!]) Willy Schneider, Baß-Bariton mit Orchester. Polydor 48 018 A – recorded: 1940, released 1949/50.
- Potpourri aus "Katharina" (Steffan – Löber [sic!]) Oscar Joost und sein Orchester. Kristall No.3309 (C 2248, C 2249) – 1932
- Wenn du liebst dann scheint die Sonne. Lied aus "Katharina" (Ernst Steffan – Fr. Löhner). Duett: Gitta Alpar und Hans Rehmann m.d. Orchester des Theaters im Admiralspalast Berlin, unter Leitung des Komponisten Ernst Steffan. Odeon O-11692 a / Be 9993-2, aufgen. Berlin, 1932.
- Katharina ("Wer regiert die Welt") Song from the Operetta "Katharina" (Ernst Steffan) Gitta Alpar – vocal and the Orchestra of the Admiralspalast Berlin conducted by the composer Ernst Steffan. Odeon O-11 692 b / Be 9995-2, recorded Berlin 1932.
- Roter Wein. Lied aus “Katharina” (E. Steffan) Gitta Alpar mit Chor und Orch des Theaters im Admiralspalast. Dirigent: Ernst Steffan. Odeon O-11 708 a (mx Be 10 021-2)
- Ich muss Dich hassen. Lied aus “Katharina” (E. Steffan) Hans Rehmann; Orch d. Theaters im Admiralspalast; Dirigent: Ernst Steffan. Odeon O-11 708 b (mx Be 10 027-2)
- Sag' mir's hundertmal, sag' mir's tausendmal. Tango aus "Katharina". Musik: E. Steffan, Text: Fr. Loehner. Duett: Gitta Alpar u. Hans Rehmann m. d. Orch. d. Theaters im Admiralspalast unt. Leitg. d. Komponisten Ernst Steffan. Odeon O-11 694 a (Be 9994-3)
- Tatjana (Freu dich, Tatjana) Lied aus "Katharina". Musik: E. Steffan, Text: Fr. Loehner. Gitta Alpar mit Chor und Orchester des Theaters im Admiralspalast unt. Leitg. d. Komponisten Ernst Steffan. Odeon O-11 694 b (Be 10 020)

### Schlager
- Das Mädel vom K.d.W. (E. Steffan) Odeon-Orchester mit Gesang. Odeon 312.289 (xBe 3031) – 1922
- Ungeküsst soll eine Frau nicht schlafen geh’n, Fox Trot (Nelson – Steffan) Jazz-Orchester Eddy Walis mit Refraingesang. Bu-Scha Nr. 530 (mx. 3549) – 1929
- Warum, charmante Frau, lieb' ich grad' Sie? Tango (Ernst Steffan, Arthur Rebner); Juan Sassoll [d. i. Llossas] mit seinem Tango-Orchester; Gesang: Walter Jurmann. Ultraphon A 211 (mx. 10 592)- Jänner 1930
- Warum, charmante Frau, lieb' ich grad' Sie? Tango (B. Bauer) Fred Bird Rhythmicans mit Refraingesang Luigi Bernauer. Homocord 4-3437 (H-62 183) ohne Nennung von Steffan
- Nur in Sebastopol ! Foxtrot (Ernst Steffan) Weintraubs Syncopators. Aufgen. in der Singakademie zu Berlin. Electrola E.G. 1484 (mx. BNR 654) – August 1929
- Schau nie zu tief in schöne Augen. Fox-Trot (Fred Raymond, arr. Fred Ralph, Text von Austin Egen und Ernst Steffan) Weintraubs Syncopators. Refraingesang: Austin Egen. Aufgen. im Beethoven-Saal zu Berlin. Electrola E.G.1484 (mx. BLR 5539) – August 1929
- Nicht nur im Prater blüh’n wieder die Bäume. Walzerlied (Ernst Steffan) Vera Schwarz mit Orchesterbegleitung, Leitung Dr. Weißmann. Odeon A 161.104 (Be 8852) – 1930
- Ohne Liebe ist das Leben wie ein Auto ohne Benzin (C’est pas comme ça). Fox-Trot a.d.Tonfilm “Unter den Dächern von Paris” (Moretti-Nazelles, dt. Text v. Steffan & Schubert) Paul Godwin mit seinem Künstler-Ensemble, Refraingesang Leo Monosson. Grammophon 23 478 (mx. 1104 BT-IV)
- In Paris, in Paris sind die Mädels so süß. Valse (Moretti, Steffan, Schubert) aus dto. Paul Godwin mit seinem Künstler-Ensemble, Refraingesang Leo Monosson. Grammophon 23 478 (mx. 1105 BT-IV) – 1930

### Wiederveröffentlichungen
- LP analog, 33 1/3 rpm, stereo.; 12 in.: Gitta Alpar: ihre grossen Film- und Operettenerfolge.

(Gitta Alpar; Paul Abraham; Franz Lehár; Ernst Steffan) Serie: Goldene Erinnerungen.
Verlag: München: Top Classic Historia, 1969.
enthält: Katharina! aus “Katharina” / Ernst Steffan
- LP analog, 33 1/3 rpm, mono.; 12 in. Gitta Alpar. Volume II (Gitta Alpar; Richard Tauber; Hans Rehmann; Franz von Suppè; Emmerich Kálmán) Serie: Famous voices of the past. Verlag: Canada: Rococo, [197-?]

enthält: Katharina!; Wenn du liebst dann scheint die Sonne (Duett mit Hans Rehmann) aus “Katharina” / Ernst Steffan
- LP analog, 33 1/3 rpm, mono.; 12 in. Richard Tauber, Vera Schwarz singen beliebte Operetten- und Filmmelodien. Verlag: West Germany: Dacapo, [197-?]

enthält: Nicht nur im Prater blühn wieder die Bäume / Ernst Steffan.
- Musik-CD From opera and operetta (Anni Frind: Georges Bizet; Jacques Offenbach; Engelbert Humperdinck; Carl Zeller) Verlag: [Baton Rouge, La.]: Centaur, 1992.

enthält: Potpourri aus der Operette "Katharina" / Ernst Steffan
- Musik-CD Stimme für Millionen: Rudolf Schock. Verlag: München: Ariola 610 229 [between 1983 and 1999], Serie: Grosse Erfolge.

enthält: Dunkelrote Rosen: aus “Gasparone” / Ernst Steffan, Carl Millöcker; Text Steffan, Knepler